# اکبرآباد (بهار)
اکبرآباد (بهار)، روستایی از توابع بخش صالح‌آباد شهرستان بهار در استان همدان ایران است.

## جمعیت
این روستا در دهستان دیمکاران قرار دارد و براساس سرشماری مرکز آمار ایران در سال ۱۳۹۵، جمعیت آن ۷۶ نفر (۲۵ خانوار) بوده است.